# Bambamarca (Bolívar)
Bambamarca es una localidad peruana capital del Distrito de Bambamarca en la Provincia de Bolívar de la Región La Libertad. Se ubica aproximadamente a unos 350 kilómetros al noreste de la ciudad de Trujillo.  